# Oliarus cinnamonea
Oliarus cinnamonea är en insektsart som först beskrevs av Léon Abel Provancher 1889.  Oliarus cinnamonea ingår i släktet Oliarus och familjen kilstritar. Inga underarter finns listade i Catalogue of Life.